# Богомолов, Сергей Георгиевич
Серге́й Гео́ргиевич Богомо́лов (23 февраля 1951, Саратов, СССР) — советский, российский альпинист. Мастер спорта СССР, заслуженный мастер спорта СССР (1989), мастер спорта СССР международного класса, обладатель титула «Снежный барс», совершивший более 60-ти восхождений высшей категории сложности практически во всех горных системах мира. Восходитель на 13 из 14-ти восьмитысячников планеты — первый российский претендент на «Корону Гималаев». В рамках программы «Семь вершин» взошёл на Эльбрус, Эверест, Килиманджаро, Аконкагуа и Мак-Кинли.
Почётный гражданин Саратовской области. Член региональной общественной организации «Федерация альпинизма республики Ингушетия».

## Биография
Родился в Саратове.

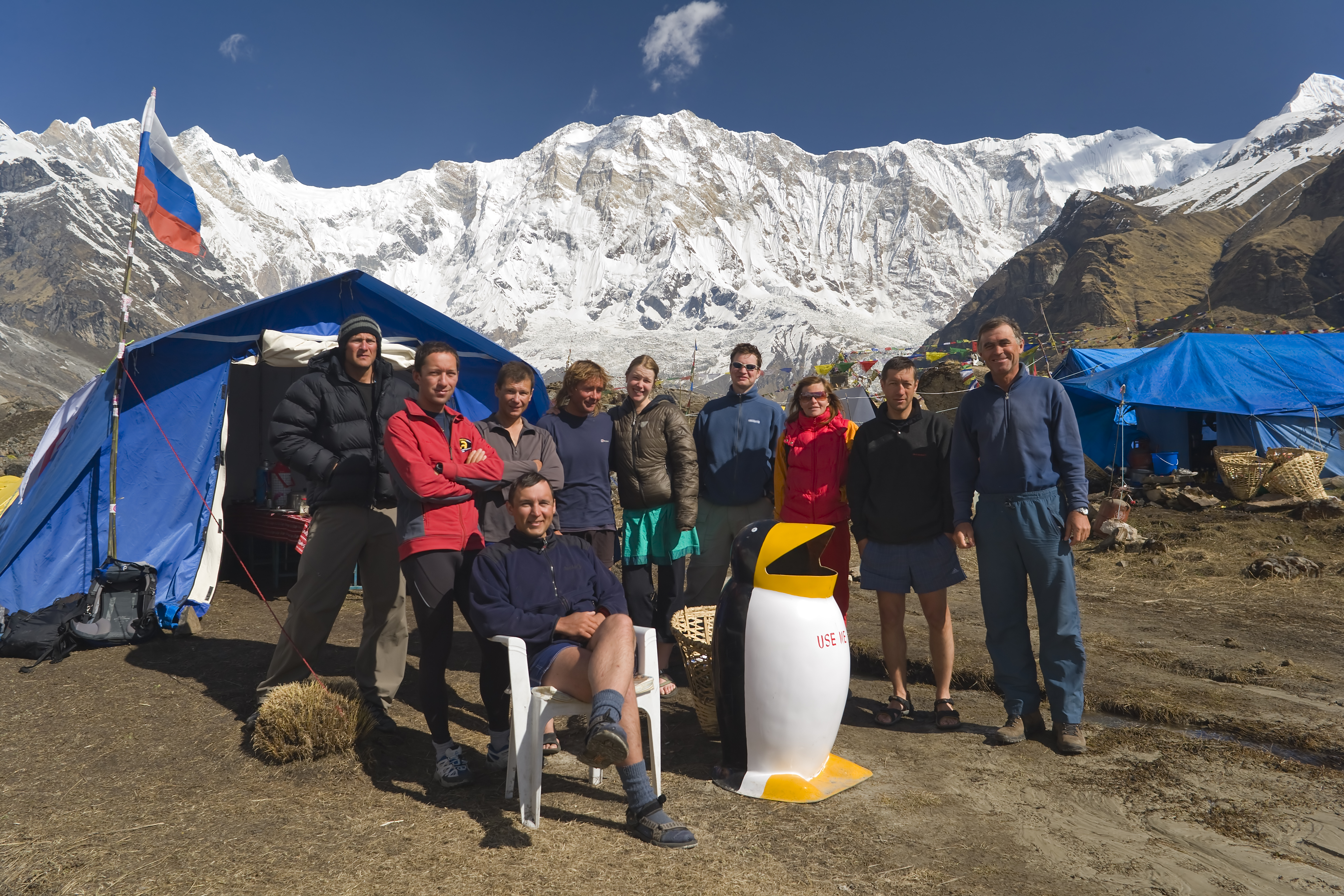
Участники весенней экспедиции 2008 г. на Аннапурну в базовом лагере. С. Богомолов крайний справа

В 1973 году закончил физический факультет Саратовского университета им. Чернышевского, после чего шесть лет работал преподавателем физики и математики.
Альпинизмом начал заниматься в студенческие годы, получил значок «Альпинист СССР».
В период с 1978 по 1990 год совершил более 60 восхождений высшей категории сложности, из них на пики Правды (6372 м, 1979), 50-летия Узбекистана, прошёл траверс п. Калинина — п. Коммунизма. В 1980 году получил звание «Мастер спорта СССР», после чего работал инструктором, тренером, спасателем и проводником в различных альпинистских лагерях на Кавказе, Памире и Тянь-Шане.
В 1986 году совершил восхождение на высочайшую вершину Северной Америки Мак-Кинли (по западному ребру).
В 1989 году в составе участников Второй советской гималайской экспедиции под руководством Эдуарда Мысловского совершил восхождение на свой первый восьмитысячник — вершину Канченджанга (8586). За это достижение был награждён медалью «За трудовое отличие», а также удостоен званий заслуженный мастер спорта СССР и мастер спорта СССР международного класса.
С 1984 года председатель секции альпинизма Саратовского ДСО «Локомотив». Член региональной общественной организации «Федерация альпинизма республики Ингушетия».

## Восхождения на семитысячники (краткий список)
1983 — пик Ленина, пик Коммунизма.

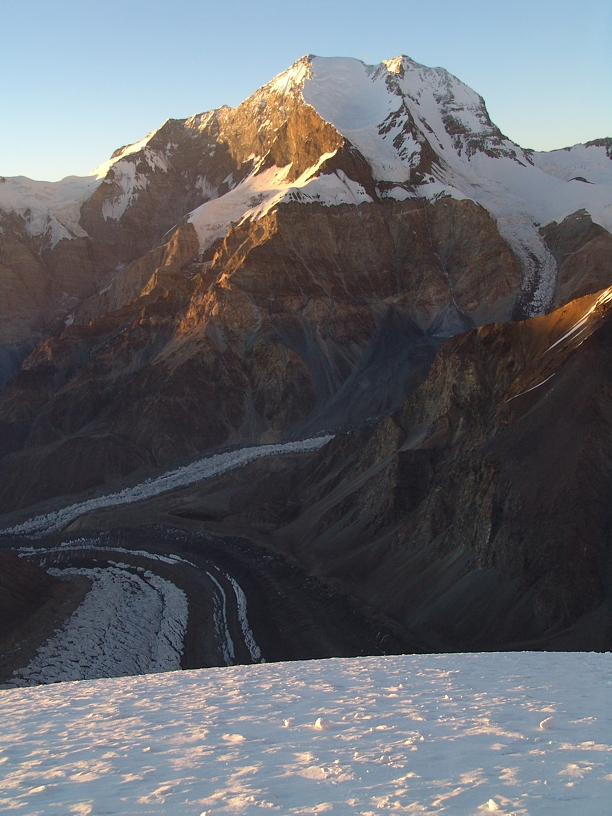
Пик Корженевской на Памире

1984 — пик Корженевской, пик Коммунизма (новый маршрут).
1985 — пик Победы.
1986 — Мак-Кинли по западному гребню, Аляска, американо-советская экспедиция, пик Корженевской по южному гребню (маршрут Романова), пик Коммунизма (маршрут Некрасова), пик Ленина через Раздельную.
1987 — пик Корженевской (маршрут Цетлина), пик Коммунизма.
1988 — пик Ленина, пик Победы Восточная, траверс пик Победы — пик Военных топографов.
1989 — Хан-Тенгри (по северной стене, с севера через плечо пика Чапаева и с юго-запада).
1990 — пик Корженевской, пик Коммунизма, пик Победы по северному ребру, зимой.
1991 — Хан-Тенгри, пик Победы.
1994 — Ама-Даблам — первое прохождение по южному контрфорсу.

## Восхождения на восьмитысячники

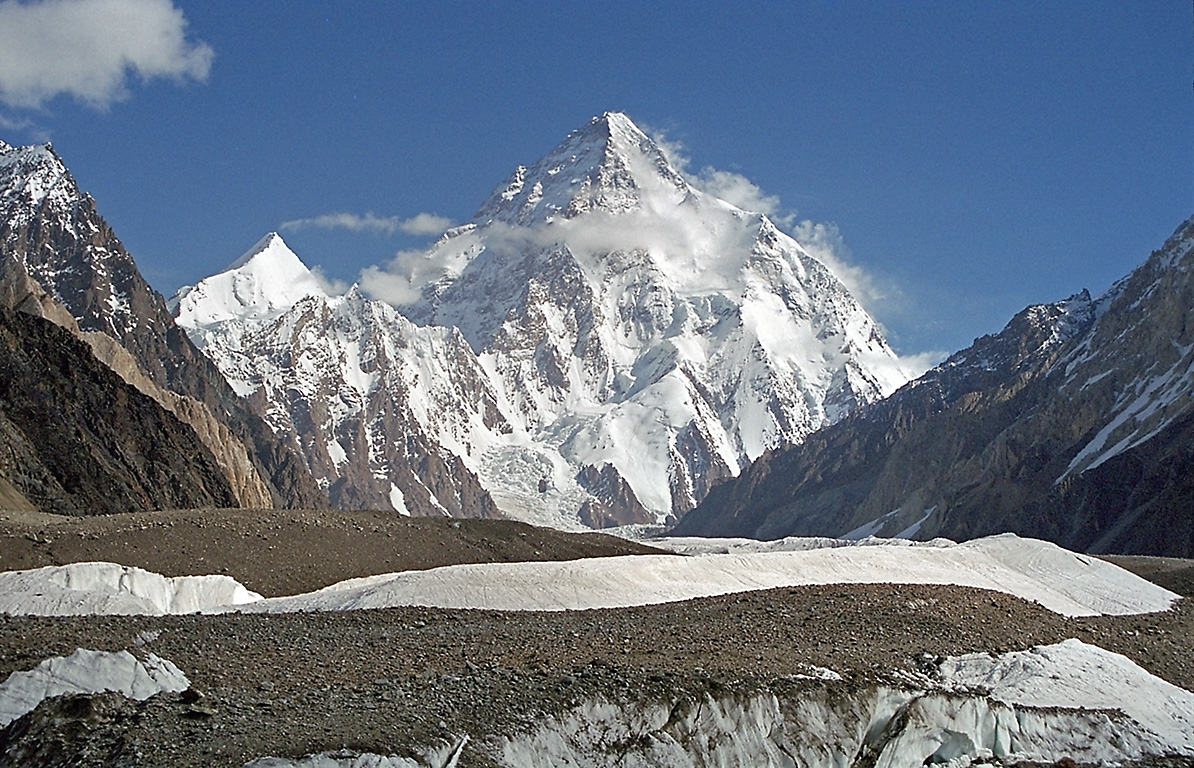
K2 — Чогори

1989 — Канченджанга, Вторая Советская Гималайская экспедиция.
1991 — Чо-Ойю, российская экспедиция, руководитель Сергей Ефимов.
1993 — Дхаулагири, Российско-Британская экспедиция, руководитель С. Ефимов. Первопрохождение по северной стене. Номинация на Золотой ледоруб.
1995 — Эверест, экспедиция республики Северная Осетия- Алания, рук. К. Хамицаев.
1996 — Макалу, Кузбасская гималайская экспедиция, рук. В. Савков.
1997 — Лхоцзе, Кузбасская Гималайская экспедиция, рук. В. Савков.
2001 — Хидден-пик, Гашербрум II (в составе Первой Казахстанской Каракорумской экспедиции, руководитель Ерванд Ильинский, капитан Денис Урубко).
2002 — Шишабангма Центральная, Шишабангма Главная (в составе Российско-голландской экспедиции).
2003 — Нанга-Парбат (8125 м, Диамирская стена по маршруту Кинсхофера) и Броуд-пик (8047 м) (в составе Второй Казахстанской Каракорумской экспедиции, рук. Б. Жунусов и Ерванд Ильинский).
2006 — Манаслу, международная экспедиция.
2010 — Аннапурна (с Евгением Виноградским в составе международной экспедиции поляка Петра Пустельника).
2012 — Эверест (в составе экспедиции Республики Ингушетия).
Остался непокоренным один восьмитысячник — К2.

## Награды и признание
- медаль «За трудовое отличие»
- медаль «Во славу Осетии»[источник не указан 3496 дней]
- юбилейная медаль короля Непала «50 лет покорению Эвереста» (2003)  (недоступная ссылка)
- Золотая медаль «За спортивные заслуги» (Испания, 2008)[источник не указан 3496 дней]
- Почётный гражданин Саратовской области[4]
- Благодарность Президента Российской Федерации (2013)[17]